# Jradzor
Jradzor (in armeno Ջրաձոր?) è un comune di 302 abitanti (2001) della provincia di Shirak in Armenia.